# 2008年夏季奥林匹克运动会莫桑比克代表团
2008年夏季奥林匹克运动会莫桑比克代表团会参加2008年8月8日至24日在中国北京主办的第29届夏季奥运。代表团包括5位参赛者，分別參與3個項目。

## 田徑
- Maria de Lurdes Mutola
- Kurt Couto

## 柔道
- Edson Madeira（男子66公斤級）

## 游泳
- Chakyl Camal
- Ximene Gomes